# Канакина, Галина Андреевна
Галина Андреевна Канакина (1938, Никифоровский район, Тамбовская область, РСФСР  — 16 февраля 2017, Оренбург, Российская Федерация) — советский передовик промышленного производства, прессовщица-оператор Оренбургского завода силикатных стеновых материалов производственного объединения «Оренбургстройматериалы», Герой Социалистического Труда (1977).

## Биография
Родилась в крестьянской семье. После смерти родителей воспитывалась бабушкой.
В 1955 году окончила школу и работала рабочей путевой машинной станции № 76 в Москве.
В 1957 году по семейным обстоятельствам переехала в Оренбург, где была назначена бригадиром путевой машины станции № 47.
С 1963 по 1993 годы — прессовщица-оператор Оренбургского завода силикатных стеновых материалов производственного объединения «Оренбургстройматериалы».
В 1960-е годы на заводе почти повсеместно использовался ручной труд. Достигнув высокий результатов в традиционном производстве, осваивала новое, перешла сначала на обслуживание двух, а затем трех прессов, которые применяют для изготовления кирпичей. За смену выдавала 40-50 тысяч кирпичей, в месяц — до 1,5 млн. Досрочно выполнила задания восьмой, девятой, десятой и одиннадцатой пятилеток, вышла победительницей во Всесоюзном социалистическом соревновании.
Указом Президиума Верховного Совета СССР от 12 мая 1977 года за выдающиеся производственные успехи, достигнутые в выполнении плана на 1976 год и принятых социалистических обязательств ей было присвоено звание Героя Социалистического Труда с вручением ордена Ленина и золотой медали «Серп и Молот».
В 1996 году вышла на пенсию.
Депутат Верховного Совета РСФСР 10-го созыва (1980—1985). Избиралась членом Оренбургского городского комитета КПСС, Центральной ревизионной комиссии ВЦСПС. Член Совета старейшин при губернаторе Оренбургской области (с 2013 года).
Похоронена на кладбищенском комплексе «Степной-1» города Оренбурга.

## Награды и звания
- Герой Социалистического Труда (1977)
- Орден Ленина (1977)
- Орден «Знак Почёта» (1971)
- Орден Трудовой Славы 3-й степени (1974)
- медали